# Katsuo Kanda
Katsuo Kanda (jap. 神田 勝夫 Kanda Katsuo; ur. 21 czerwca 1966) – były japoński piłkarz, reprezentant kraju.

## Kariera klubowa
Od 1989 do 2003 roku występował w klubach: NKK, Cerezo Osaka, Yokohama F. Marinos i Albirex Niigata.

## Kariera reprezentacyjna
W reprezentacji Japonii zadebiutował w 1995.

## Statystyki
| Reprezentacja Japonii | Reprezentacja Japonii | Reprezentacja Japonii |
| Rok                   | Mecze                 | Gole                  |
| --------------------- | --------------------- | --------------------- |
| 1995                  | 1                     | 0                     |
| Razem                 | 1                     | 0                     |